# Corcy

Corcy este o comună în departamentul Ain, Franța. În 2007 avea o populație de 306 de locuitori.